# Miguel Álvarez García
Miguel Álvarez García (1880-1931) fue un militar y político mexicano, gobernador de Colima. Nació y murió en Colima. Fue diputado local en calidad de Suplente y con la ayuda del General Juan José Ríos ocupó el gobierno en el periodo de 1919 a 1923. Fue elegido gobernador postulado por el Partido Independiente que Jefaturaba su hermano Higinio Álvarez García, derrotando al Ingeniero Ignacio Gamiochipi apoyado por el Partido Liberal Colimense. Fue desamparado por los diputados locales sin embargo la Federación lo amparó y lo reinstaló en el Gobierno. Murió en 1931.
Fue nieto del General Manuel Álvarez Zamora, primer Gobernador del estado de Colima. Fue padre de Griselda Álvarez, Gobernadora también del estado de Colima y primera mujer en obtener ese cargo de elección popular en la República Mexicana. Fue desamparado por los diputados locales sin embargo la Federación lo amparó y lo reinstaló en el Gobierno. Murió en 1931.